# Les Boussardel (mini-série)
Pour la série littéraire, voir Les Boussardel.
Les Boussardel est une mini-série française en cinq épisodes, réalisée par René Lucot et diffusée sur la deuxième chaîne entre le 5 octobre et le 3 novembre 1972. C'est une adaptation de la suite de romans Les Boussardel de Philippe Hériat racontant le destin de la famille Boussardel.

## Synopsis
Saga familiale suivant la vie des Boussardel, une famille française de la haute bourgeoisie parisienne qui a fait fortune sous la Restauration.

## Épisodes
1. La Bruyère du cap : 1815-1848 : Florent Boussardel, agent de change veuf, élève ses quatre enfants aidé de Ramelot, une voisine bienveillante. Sous la Restauration, il se lance dans les affaires et fait fortune dans l'immobilier... ce qui permettra à ses enfants de faire de beaux mariages.
2. Les Noces de bronze : 1854-1914 : Florent Boussardel meurt. Pour échapper à la Commune, la famille - avec désormais à sa tête Amélie - s'installe dans le Berry. De retour à Paris leur vie va être perturbée par Victorin et son comportement amoral.
3. Les Enfants gâtés : 1937-1939 : Agnès Boussardel, petite fille d'Amélie et Victorin, est de retour en France après un long voyage aux États-Unis où elle est tombée amoureuse de Norman Kellog, un architecte américain. Enceinte de ce dernier, elle se marie avec Xavier, son cousin...
4. Les Grilles d'or : 1941-1949 : Pendant la guerre, Agnès et son fils Renaud reviennent à Paris et se rapprochent momentanément de la famille, jusqu'à la mort de la tante Emma et la découverte de son testament...
5. Le Temps d'aimer : 1955 : Agnès, devenue décoratrice, se fâche avec son fils Renaud pour s'être amourachée de son ami Justin Peyrol.

## Distribution
- Lise Delamare : Emma Boussardel
- Nicole Courcel : Agnès Boussardel (épisodes 6 à 11) et voix off (épisodes 1 à 5)
- Janine Crispin : Tante Louise
- Alexandre Rignault : Oncle Alexandre
- François Dalou : Florent Boussardel
- Maïa Simon : Adeline Boussardel
- Daniel Sarky : Ferdinand Boussardel
- André Dussollier : Louis Boussardel
- Jacqueline Moresco : Marie Boussardel
- Raoul Curet : Théodore Boussardel
- Philippe Gauguet : Xavier
- Danièle Vlaminck : Julie Boussardel
- Catherine Vichniakoff : Lydie Boussardel
- Monique Béluard : Amélie Boussardel
- Arlette Gilbert : Ramelot
- Catherine Ferran : Théodorine
- Nathalie Nerval : Mano
- Jean Rougerie : Caselli
- Louis Lyonnet : Albaret
- Dominique Bernard : Maurisson
- Christine Simon : Clémence
- René Bouloc : Félix
- Marius Laurey : Abbé Grard
- Marie-Pierre Casey : Josépha Branchu
- Annick Fougerie : Baptistine
- Nicole Vervil : Madame Clapier
- Yvon Sarray : Monsieur Clapier
- Jacqueline Dufranne : Madame Mignon
- Marc Fayolle : Monsieur Rossignol
- Jean Lepage : Pottier
- Henri Poirier : Mignon
- Guy Marly : Manguin
- Gérard Jourde : Victorin
- Gilles Béhat : Edgar
- Jean-François Guillet : Amaury
- Sylvaine Charlet : Aglaé
- Maria Laborit : Laure
- Julia Dancourt : Madame Ovise
- Sébastien Floche : Monsieur Peuch
- Francis Perrin : Dubost
- Martine Deriche : tante Paticot
- Luce Farel : Lionnette
- Suzy Hannier : Madame Haussmann
- Jean Degrave : Monsieur Haussmann
- Lita Recio (crédité sous le nom de Rita Recio) : Cléa de Val Rose
- Marianik Revillon : Caroline
- Brigitte Roüan : Anne-Marie Mortier
- Jacques Dhery : Albert
- Jean-Louis Rolland  : Norman
- Liliane Sorval : Victorine
- Danièle Croisy : Irma
- France Sabre : Hélène Valentin
- Jacqueline Corot : Henriette Gaston
- Madeleine Callergis : L'infirmière Bury
- Nicole Boyer : Mme Mortier
- Jacques Couturier : Le docteur Oswald
- Antoine Fontaine : Le premier ambulancier
- Philippe Ferran : Le second ambulancier
- Tony Gatlif : Le Gitan
- Erik d'Orlof : Bernard
- Roger Pigaut : Paul Groult
- Richard Fontana : Justin Peyrol
- Sophie Leclair : Jeanne Paul
- Martine Chopy : Jeanne Simon
- Christine Laurent : Gilberte
- Frédérique Ruchaud : La compagne de déportation de Mano
- Agnès Desroches : Nicole
- Lia Weber : Mme Sicsou Hertz
- Dominique Degeorge : Thelma
- Maurice Travail : Le conseiller juridique
- Paul Rieger : Un voyageur dans le train